# Amphipyra corvina
Amphipyra corvina là một loài bướm đêm trong họ Noctuidae.